# Malubiting
Malubiting to drugi pod względem wysokości szczyt grupy Rakaposhi Range, części Karakorum, w północnym Pakistanie. Leży na północnym brzegu Indusu między rzekami Hunza i Shigar. Jest oddalony ok. 40 km na południowy wschód od Rakaposhi i 50 km na wschód od miasta Gilgit. Malubiting opada ponad 4000 metrowymi ścianami na północ i zachód.
Nieudane próby zdobycia tego szczytu miały miejsce w 1955, 1959, 1968, 1969, 1970 i 1971. Pierwsze wejście nastąpiło w 1971 r. Autorami są członkowie austriackiej ekspedycji: K. Pirker, H. Schell, H. Schindlbacher, H. Sturm. 
W 1969 roku w Karakorum wyruszyła polska wyprawa pod kierownictwem Ryszarda Szafirskiego. Skład grupy uzupełniali: Andrzej Heinrich, Andrzej Kuś i Roman Petrycki - filmowiec z telewizji, który pełnił także rolę lekarza. Andrzej Zawada mający być kierownikiem wyprawy, z powodów politycznych nie otrzymał paszportu. Jako że była to pierwsza po II wojnie polska wyprawa w region Himalajów i Karakorum, głównym jej celem był rekonesans drogi dojazdowej i szlaków dojściowych przed planowanym w kolejnych latach atakiem na Kunyang Chhish i następne wyprawy. Droga z Polski do Islamabadu (około 18 000 km) została pokonana samochodem marki Nysa. Wyprawa zaatakowała Malubiting, jednak bardzo trudne warunki uniemożliwiły wejście na główny wierzchołek (dotarto na wysokość 7100 m). Polacy zdobyli jednak jako pierwsi nieznaną wcześniej przełęcz (nazwaną Polan La [Polska Przełęcz] - 5840 m) oraz Malubiting Północny (6843 m n.p.m.). Jak na tak małą wyprawę, był to olbrzymi sukces. Przez pewien czas członkowie wyprawy uznawani byli za zaginionych.